# GP Nicolas Frantz
De Grote Prijs Nicolas Frantz (GP Mameramus in 2010) is een voormalige eendaagse wielerwedstrijd voor vrouwen in Luxemburg. Sinds 2012 gaat de wedstrijd samen met het Festival Elsy Jacobs.
De start- en aankomstplaats was in Mamer.

## Erelijst
| Jaar | Winnaar        | Tweede         | Derde            |
| ---- | -------------- | -------------- | ---------------- |
| 2010 | Emma Johansson | Evelyn Stevens | Corine Hierckens |
| 2011 | Marianne Vos   | Judith Arndt   | Emma Johansson   |